# Bulan (Francia)
 Bulan es una población y comuna francesa, situada en la región de Mediodía-Pirineos, departamento de Altos Pirineos, en el distrito de Bagnères-de-Bigorre y cantón de Barthe-de-Neste.

## Demografía
| 119 | 135 | 110 | 111 | 93 | 81 | 70 |
| Para los censos de 1962 a 1999 la población legal corresponde a la población sin duplicidades (Fuente: INSEE [Consultar]) |     |     |     |    |    |    |